# Gromoboï
Le Gromoboï (en russe : Громобой), est un croiseur cuirassé de la Marine impériale de Russie qui prit part à la guerre russo-japonaise de 1904-1905 dans l'escadre de croiseurs de Vladivostok, et à la Première Guerre mondiale.

## Historique
Construit au chantier naval de la Baltique à Saint-Pétersbourg, le Gromoboï était une version améliorée du Russie (Россия - Rossïa). Sa construction débuta le 7 mai 1898. Lancé le 26 mai 1899, il entra en service en 1900.
Le Gromoboï fut le dernier navire d'une série de grands croiseurs blindés, par rapport à ses prédécesseurs, le Russie et le Rurik (Рюрик). Ce croiseur bénéficia d'une grande amélioration dans le blindage et l'artillerie.

### Carrière dans la Marine impériale de Russie
Immédiatement après son entrée en service dans la Marine impériale, le Gromoboï fut affecté en Extrême-Orient. Au cours de son voyage vers l'Asie, le croiseur fit escale en Australie, et accosta dans les ports de Sydney et de Melbourne. Il représenta la Russie impériale, le jour de la création de la Fédération d'Australie (9 juillet 1900). Le Gromoboï continua sa route et rejoignit l'escadre du Pacifique. Il jeta l'ancre dans le port de Vladivostok le 30 juin 1901. C'est dans cette escadre du Pacifique que le croiseur blindé prit part à la Guerre russo-japonaise, sous le commandement du vice-amiral Karl Jessen.
Le Gromoboï fut sérieusement endommagé, le 14 août 1904, à la bataille d'Ulsan dans le détroit de Corée. Quatre-vingt-onze marins furent tués, et cent quatre-vingt-cinq personnes blessées. Au cours de travaux de rénovation, les canons de 75 mm furent remplacés par des canons de 152 mm.
Le 13 octobre 1904, le Gromoboï fut impliqué dans un accident dans la baie de Possiet située en mer du Japon. Il sauta sur une mine, le 24 mai 1905, près de l'île de Russie, située au large de Vladivostok en mer du Japon. Sa remise en service eut lieu seulement en septembre 1905.
À la fin du conflit russo-japonais, le Gromoboï revint en mer Baltique, puis il prit part à la Première Guerre mondiale. Dans les années 1915-1916, il fut armé de six canons de 203 mm et de 20 de 152 mm.
Au terme de l'année 1918, le Gromoboï fut ancré dans le port de Cronstadt. Les Soviétiques vendirent les métaux à l'Allemagne, en 1922.

### Sources et bibliographie
- Stephen McLaughlin, De Riurik à Riurik Cruisers blindés de la Russie dans la guerre, 1999-2000, Conway Maritime Press
- Peter Brook, « Armoured Cruiser vs Armoured Cruiser, Ulsan 14 août 1904 », dans le Navire de guerre, 2000-2001, Conway Maritime Press